# Raoul Trépanier
Pour les articles homonymes, voir Trépanier.
Raoul Trépanier est un syndicaliste et un homme politique québécois.
Il fait partie de l'Union des employés de tramway. Il en est le premier secrétaire et fut le premier président de la Fédération provinciale du travail du Québec (FPTMQ, l'ancêtre direct de la fédération des travailleurs du Québec (FTQ).
En 1939, il se présente sous la bannière du Parti libéral du Québec dans la circonscription ouvrière de Sainte-Marie à Montréal.
Il sera défait lors de cette élection.
Le 9 décembre 1940 il se présente à la mairie de Montréal. Après un scrutin marqué par un faible taux de participation, il terminera troisième avec 9 565 votes sur un total de 66 742  votes enregistrés.